# Heilig Hartbeeld (Velp)
Het Heilig Hartbeeld is een standbeeld in de Nederlandse plaats Velp, in de provincie Noord-Brabant.

## Achtergrond
Antonius Johannes Verhoeven (1857-1941) werd in 1902 pastoor in Velp. Ter gelegenheid van zijn zilveren pastoorsjubileum kreeg hij van de parochianen het Heilig Hartbeeld aangeboden. Het beeld, gemaakt door Jan Custers, werd geplaatst aan de Bronkhorstweg en op 14 juni 1927 geïntroniseerd.

## Beschrijving
Het stenen beeld toont een staande Christusfiguur, gekleed in gedrapeerd gewaad. Hij houdt zijn rechterhand zegenend geheven, met zijn linkerhand wijst hij naar het vlammend Heilig Hart op zijn borst.
Het beeld staat op een hoge sokkel, met aan de voorzijde de tekst: 

H. HART VAN JEZUS
IK STEL
MYN VERTROUWEN
OP U